# 1987: When the Day Comes
1987: When the Day Comes es una película surcoreana de 2017, escrita por Kim Kyung-chan, dirigida por Jang Joon-hwan y protagonizada por Kim Yoon-seok, Ha Jung-woo, Yoo Hae-jin, Kim Tae-ri, Park Hee-soon y Lee Hee-joon. Ambientada en 1987 y basada en hechos reales, la película se centra en los hechos que llevaron al Levantamiento Democrático de Junio en Corea, desencadenada por la muerte de Park Jong-cheol (un estudiante torturado durante un interrogatorio policial), que las autoridades conspiran para encubrir. El director Jang ha comparado la estructura general de la película con una carrera de relevos, con el enfoque de la historia que cambia entre varios personajes para transmitir el esfuerzo colectivo de la resistencia política. La película se estrenó en sala el 27 de diciembre de 2017.

## Argumento
Bajo el régimen militar del presidente Chun Doo-hwan, un estudiante activista llamado Park Jong-cheol muere torturado durante un interrogatorio. Park Cheo-won, un despiadado comisionado a cargo de investigar a los presuntos comunistas, supervisa el interrogatorio y opta por encubrirlo, ordenando que se incinere rápidamente el cuerpo antes de que se pueda realizar una autopsia y reportando la muerte como un ataque cardíaco. Los hombres del comisionado Park se dirigen al fiscal Choi y tratan con el engaño de que firme la orden de incineración, pero él se niega. La autopsia se lleva a cabo a pesar de los esfuerzos del comisionado Park, con el tío de Jong-cheol presente, ya que se hace evidente que la muerte del estudiante fue el resultado de una práctica criminal. El tío declara esto fuera del edificio del hospital, y el fiscal Choi, después de ser despedido, deja evidencia de la autopsia a Yoon Sang-sam, un reportero que espera investigar la historia a pesar de una regulación en todo el país que prohíbe informar sobre la muerte. Los hallazgos de Yoon revelan al público que Park Jong-chul murió por asfixia, en lugar del informe oficial policial de un paro cardíaco.
Con la opinión pública sabedora de que el estudiante murió durante el interrogatorio, el comisionado Park elige a dos detectives para que asuman toda la culpa del crimen. Promete a un chivo expiatorio, el leal detective Jo Han-kyung, que cumplirá una sentencia reducida por homicidio involuntario en lugar de asesinato, pero no puede cumplir esta promesa, lo que lleva a una serie de intensos altercados entre Jo y sus colegas cuando lo visitan en la prisión. El guardia de la prisión Han Byung-yong, que escucha algunos de estos intercambios, está en contacto con activistas políticos de alto rango e intenta convencer a su alcaide de que revele los registros de las visitas, que proporcionan evidencia incriminatoria de un encubrimiento.
La sobrina del guardia Han, Yeon-hee, es una estudiante universitaria que ocasionalmente lo ayuda a entregar mensajes, pero por lo demás no está interesada en el activismo. Yeon-hee se encuentra un día en medio de un violento enfrentamiento entre manifestantes y la policía, y un apuesto estudiante activista la salva de un policía violento. Los dos se vuelven a encontrar en el campus, y Yeon-hee asiste al club de activistas donde se muestran imágenes del levantamiento de Gwangju durante una reunión, pero ella sigue resistiéndose a unirse a la causa. Mientras tanto, el alcaide finalmente acepta revelar los registros de visitas después de presenciar que el comisionado Park amenazaba al detective Jo y su familia, y que los compinches de Park lo golpeaban violentamente cuando protestaba. Han le pide a Yeon-hee que lleve los registros a su contacto, pero ella se niega. Han intenta hacerlo él mismo, pero los hombres del comisionado Park localizan a su contacto antes de que tenga la oportunidad, y uno de los hombres de Park reconoce a Han. Más tarde secuestran a Han y lo torturan en la misma sala de interrogatorios donde Park Jong-cheol fue asesinado. Mientras torturaba a Han, el comisionado Park revela detalles de su infancia en Corea del Norte, en la que vio impotente cómo un comunista radical asesinaba a su familia, pese a que lo había adoptado como un hijo, y amenaza a Han con la muerte de su hermana y su sobrina Yeon-hee.
Arrepentida por el arresto de su tío, Yeon-hee entrega la información de forma independiente al contacto de Han. La información llega a la Asociación de Sacerdotes Católicos por la Justicia, quienes hacen una declaración pública de que Park Jong-cheol fue asesinado durante el interrogatorio de los dos detectives arrestados junto con otros tres, y el Comisionado Park tenía supervisión directa e intentó encubrir el incidente. asesinato. Se muestra un flashback de la muerte de Jong-cheol, en el que el detective Jo se burla de él afirmando que si muere en esa habitación, a nadie le importará. El comisionado Park descubre que el presidente Chun ha aprobado personalmente que lo arresten y que se le culpe por completo por la muerte de Jong-cheol. Han es liberado y regresa con su familia. Más tarde, Yeon-hee ve una foto en un periódico del apuesto activista que conoció, gravemente herido en una protesta reciente: se revela que es Lee Han-yeol, un manifestante estudiantil de la vida real que recibió el disparo de un bote de gas lacrimógeno en la cabeza por parte de la policía y que moriría días después. Yeon-hee finalmente se une al movimiento por la democracia, ahora convertido en una protesta masiva.

## Reparto

### Principal
- Kim Yoon-seok como el comisionado Park Cheo-won.
- Ha Jung-woo como el fiscal Choi Hwan.
- Yoo Hae-jin como el guardia de la prisión y activista Han Byung-yong.
- Kim Tae-ri como Yeon-hee, sobrina de Byung-yong.
- Park Hee-soon como el teniente Jo Han-kyung.
- Lee Hee-joon como el reportero Yoon Sang-sam.

### Secundario
- Kim Eui-sung como Lee Boo-young.
- Yoo Seung-mok como Yoo Jung-bang.
- Hyun Bong-shik como Park Won-taek.
- Jo Woo-jin como Park Wol-gil.
- Kim Jong-soo como Park Jung-ki.[8]
- Kim Gook-hee como Han Byeong-yong.
- Han Joon-woo como el hombre de traje negro.
- Kim Soo-jin como la madre de Yeon-hee.[9]
- Choi Kwang-il como Warden Ahn Yoo.
- Yoo Jung-ho como un reportero.
- Park Kyung-hye como Jeong-mi.
- Park Ji-hwan como el teniente de policía Hwang.[10]

### Apariciones especiales
- Sol Kyung-gu como Kim Jeong-nam.[11]
- Yeo Jin-goo como Park Jong-chul.[11]
- Gang Dong-won como Yi Han-yeol.
- Moon Sung-keun como el teniente general Jang Se-dong.
- Oh Dal-su como Yi Doo-seok.
- Ko Chang-seok como Jeong Gu-jong.
- Woo Hyun como director general de policía Kang Min-chang.
- Jung In-gi como el sacerdote Kim Seung-hoon.
- Moon So-ri como Mujer en la plaza (voz).

## Producción
El rodaje comenzó el 20 de abril de 2017 y terminó el 27 de agosto del mismo año.

### Música
La música de la banda sonora fue compuesta por Kim Tae-seong. Consta de veintidós canciones, que se enumeran a continuación:
- When the Day Comes - Lee Hanyeol Choir & Daegun Chamber Choir.
- 1987.
- Namyoung-Dong.
- The Portrait of the Deceased.
- Father Has No Words.
- 1980.
- Hidden Road  por Yeonheui - Kim Tae-ri & Gang Dong-won.
- The Funeral.
- Reporters.
- A Time When the Wind Starts To Blow.
- Press Guidelines.
- Counter-Communist Branch of the Police.
- I Didn't Kill Him.
- Indirect Election.
- Chase.
- Heartbroken.
- The Clue.
- The Decision.
- Final.
- The Judgement.
- When the Day Comes (Versión coral).
- Hidden Road por Lee Hanyeol - Kim Tae-ri & Gang Dong-won.

## Estreno y recepción
La película tuvo un preestreno el 13 de diciembre de 2017 en el teatro CGV Yongsan iPark Mall, en Seúl, al que asistieron las personas que participaron realmente o fueron testigos de los hechos narrados, como el hermano del estudiante Pak Jong-cheol, el fiscal o el guardia de prisiones interpretados por Ha-Jung-woo y Yoo Hae-jin.
El estreno para el público general fue el 27 de diciembre de 2017. Se proyectó en 1299 salas y obtuvo más de 7,2 millones de espectadores en Corea del Sur.

## Premios y candidaturas
| Premio                                           | Categoría                      | Candidato                     | Resultado | Ref.                 |
| ------------------------------------------------ | ------------------------------ | ----------------------------- | --------- | -------------------- |
| 12th Asian Film Awards                           | Mejor actor                    | Kim Yoon-seok                 | Nominado  | [ 14 ] [ 15 ]        |
| CinemAsia Film Festival                          | Mejor director                 | Jang Joon-hwan                | Ganador   | [ 16 ]               |
| 9th KOFRA Film Awards                            | Mejor película                 | 1987: When the Day Comes      | Ganadora  | [ 17 ]               |
| 9th KOFRA Film Awards                            | Mejor director                 | Jang Joon-hwan                | Ganador   | [ 17 ]               |
| 54th Baeksang Arts Awards                        | Gran Premio (Daesang)          | 1987: When the Day Comes      | Ganadora  | [ 18 ] [ 19 ] [ 20 ] |
| 54th Baeksang Arts Awards                        | Gran Premio (Daesang)          | Kim Yoon-seok                 | Nominado  | [ 18 ] [ 19 ] [ 20 ] |
| 54th Baeksang Arts Awards                        | Mejor película                 | 1987: When the Day Comes      | Nominada  | [ 18 ] [ 19 ] [ 20 ] |
| 54th Baeksang Arts Awards                        | Mejor director                 | Jang Joon-hwan                | Nominado  | [ 18 ] [ 19 ] [ 20 ] |
| 54th Baeksang Arts Awards                        | Mejor actor                    | Kim Yoon-seok                 | Ganador   | [ 18 ] [ 19 ] [ 20 ] |
| 54th Baeksang Arts Awards                        | Mejor actor de reparto         | Park Hee-soon                 | Ganador   | [ 18 ] [ 19 ] [ 20 ] |
| 54th Baeksang Arts Awards                        | Mejor guion                    | Kim Kyung-chan                | Ganador   | [ 18 ] [ 19 ] [ 20 ] |
| 23rd Chunsa Film Art Awards                      | Mejor director                 | Jang Joon-hwan                | Nominado  | [ 21 ]               |
| 23rd Chunsa Film Art Awards                      | Mejor guion                    | Kim Kyung-chan                | Nominado  | [ 21 ]               |
| 23rd Chunsa Film Art Awards                      | Mejor actor                    | Kim Yoon-seok                 | Nominado  | [ 21 ]               |
| 23rd Chunsa Film Art Awards                      | Mejor actriz                   | Kim Tae-ri                    | Nominada  | [ 21 ]               |
| 14th Jecheon International Music & Film Festival | JIMFF OST                      | Kim Tae-seong                 | Ganador   | [ 22 ]               |
| 27th Buil Film Awards                            | Mejor película                 | 1987: When the Day Comes      | Nominada  | [ 23 ] [ 24 ]        |
| 27th Buil Film Awards                            | Mejor director                 | Jang Joon-hwan                | Nominado  | [ 23 ] [ 24 ]        |
| 27th Buil Film Awards                            | Mejor guion                    | Kim Kyung-chan                | Nominado  | [ 23 ] [ 24 ]        |
| 27th Buil Film Awards                            | Mejor actor                    | Kim Yoon-seok                 | Nominado  | [ 23 ] [ 24 ]        |
| 27th Buil Film Awards                            | Mejor actor de reparto         | Jo Woo-jin                    | Nominado  | [ 23 ] [ 24 ]        |
| 27th Buil Film Awards                            | Mejor música                   | Kim Tae-seong                 | Nominado  | [ 23 ] [ 24 ]        |
| 27th Buil Film Awards                            | Mejor fotografía               | Kim Woo-hyung                 | Ganador   | [ 23 ] [ 24 ]        |
| 55th Grand Bell Awards                           | Mejor película                 | 1987: When the Day Comes      | Nominada  | [ 25 ] [ 26 ]        |
| 55th Grand Bell Awards                           | Mejor director                 | Jang Joon-hwan                | Ganador   | [ 25 ] [ 26 ]        |
| 55th Grand Bell Awards                           | Mejor actor                    | Kim Yoon-seok                 | Nominado  | [ 25 ] [ 26 ]        |
| 55th Grand Bell Awards                           | Mejor actriz                   | Kim Tae-ri                    | Nominada  | [ 25 ] [ 26 ]        |
| 55th Grand Bell Awards                           | Mejor guion                    | Kim Kyung-chan                | Nominado  | [ 25 ] [ 26 ]        |
| 55th Grand Bell Awards                           | Mejor fotografía               | Kim Woo-hyung                 | Nominado  | [ 25 ] [ 26 ]        |
| 55th Grand Bell Awards                           | Mejor montaje                  | Yang Jin-mo                   | Nominado  | [ 25 ] [ 26 ]        |
| 55th Grand Bell Awards                           | Mejor iluminación              | Kim Seung-kyu                 | Nominado  | [ 25 ] [ 26 ]        |
| 55th Grand Bell Awards                           | Mejor vestuario                | Chae Kyung-hwa, Lee Eun-yi    | Nominados | [ 25 ] [ 26 ]        |
| 55th Grand Bell Awards                           | Mejor música                   | Kim Tae-seong                 | Nominado  | [ 25 ] [ 26 ]        |
| 55th Grand Bell Awards                           | Mejor planificación            | Lee Woo-jung                  | Ganador   | [ 25 ] [ 26 ]        |
| 2nd The Seoul Awards                             | Mejor película                 | 1987: When the Day Comes      | Nominada  | [ 27 ]               |
| 2nd The Seoul Awards                             | Mejor actriz de reparto        | Kim Tae-ri                    | Nominada  | [ 27 ]               |
| 38th Korean Association of Film Critics Awards   | Mejor película                 | 1987: When the Day Comes      | Ganadora  | [ 28 ]               |
| 38th Korean Association of Film Critics Awards   | Top 11 Films                   | 1987: When the Day Comes      | Ganadora  | [ 28 ]               |
| 38th Korean Association of Film Critics Awards   | Mejor música                   | Kim Tae-sung                  | Ganador   | [ 28 ]               |
| 39th Blue Dragon Film Awards                     | Mejor película                 | 1987: When the Day Comes      | Ganadora  | [ 29 ]               |
| 39th Blue Dragon Film Awards                     | Mejor director                 | Jang Joon-hwan                | Nominado  | [ 29 ]               |
| 39th Blue Dragon Film Awards                     | Mejor guion                    | Kim Kyung-chan                | Nominado  | [ 29 ]               |
| 39th Blue Dragon Film Awards                     | Mejor actor                    | Kim Yoon-seok                 | Ganador   | [ 29 ]               |
| 39th Blue Dragon Film Awards                     | Mejor actor de reparto         | Yoo Hae-jin                   | Nominado  | [ 29 ]               |
| 39th Blue Dragon Film Awards                     | Mejor fotografía e iluminación | Kim Woo-hyung & Kim Seung-kyu | Ganadores | [ 29 ]               |
| 39th Blue Dragon Film Awards                     | Mejor montaje                  | Yang Jin-mo                   | Nominado  | [ 29 ]               |
| 39th Blue Dragon Film Awards                     | Mejor música                   | Kim Tae-seong                 | Nominado  | [ 29 ]               |
| 39th Blue Dragon Film Awards                     | Mejor dirección artística      | Han Ah-reum                   | Nominada  | [ 29 ]               |
| 39th Blue Dragon Film Awards                     | Premio técnico (vestuario)     | Chae Kyung-sun, Lee Eun-yi    | Ganadores | [ 29 ]               |
| 8th AACTA Awards                                 | Mejor película asiática        | 1987: When the Day Comes      | Nominada  | [ 30 ]               |
| 18th Udine Far East Film Festival                | Premio Audience                | Jang Joon-hwan                | Ganadora  | [ 31 ]               |
| 18th Udine Far East Film Festival                | Premio Black Dragon Audience   | Jang Joon-hwan                | Ganadora  | [ 31 ]               |
| 5th Korean Film Producers Association Awards     | Mejor película                 | 1987: When the Day Comes      | Ganadora  | [ 32 ]               |
| 5th Korean Film Producers Association Awards     | Mejor guion                    | Kim Kyung-chan                | Ganador   | [ 32 ]               |
| 18th Director's Cut Awards                       | Mejor director                 | Jang Joon-hwan                | Ganador   | [ 33 ]               |
| 18th Director's Cut Awards                       | Mejor guion                    | Kim Kyung-chan                | Ganador   | [ 33 ]               |